# Warnocks dilemma
Warnocks dilemma is een term uit het internetjargon. Het dilemma stelt dat een gebrek aan reacties op een bericht op het internet uit meerdere redenen voort kan komen en niet noodzakelijk betekent dat er geen interesse in het bericht is. De term is vernoemd naar Bryan Warnock die het verschijnsel in 2000 op een Perl-discussielijst aankaartte.
Warnock omschreef het als volgt:

Het probleem met het gebrek aan reacties is dat er vijf mogelijke interpretaties zijn:
1. Het bericht bevat correcte, goed geschreven informatie die geen verder commentaar behoeft. Er valt niets meer te zeggen, behalve "Ja, dat wat hij zei."
2. Het bericht is complete onzin, en niemand heeft zin om er energie en bandbreedte aan te verspillen.
3. Niemand leest het bericht, om welke reden dan ook.
4. Niemand begrijpt het bericht, maar men vraagt niet om opheldering, om welke reden dan ook.
5. Niemand is geïnteresseerd in het bericht, om welke reden dan ook.